# Kartomanti

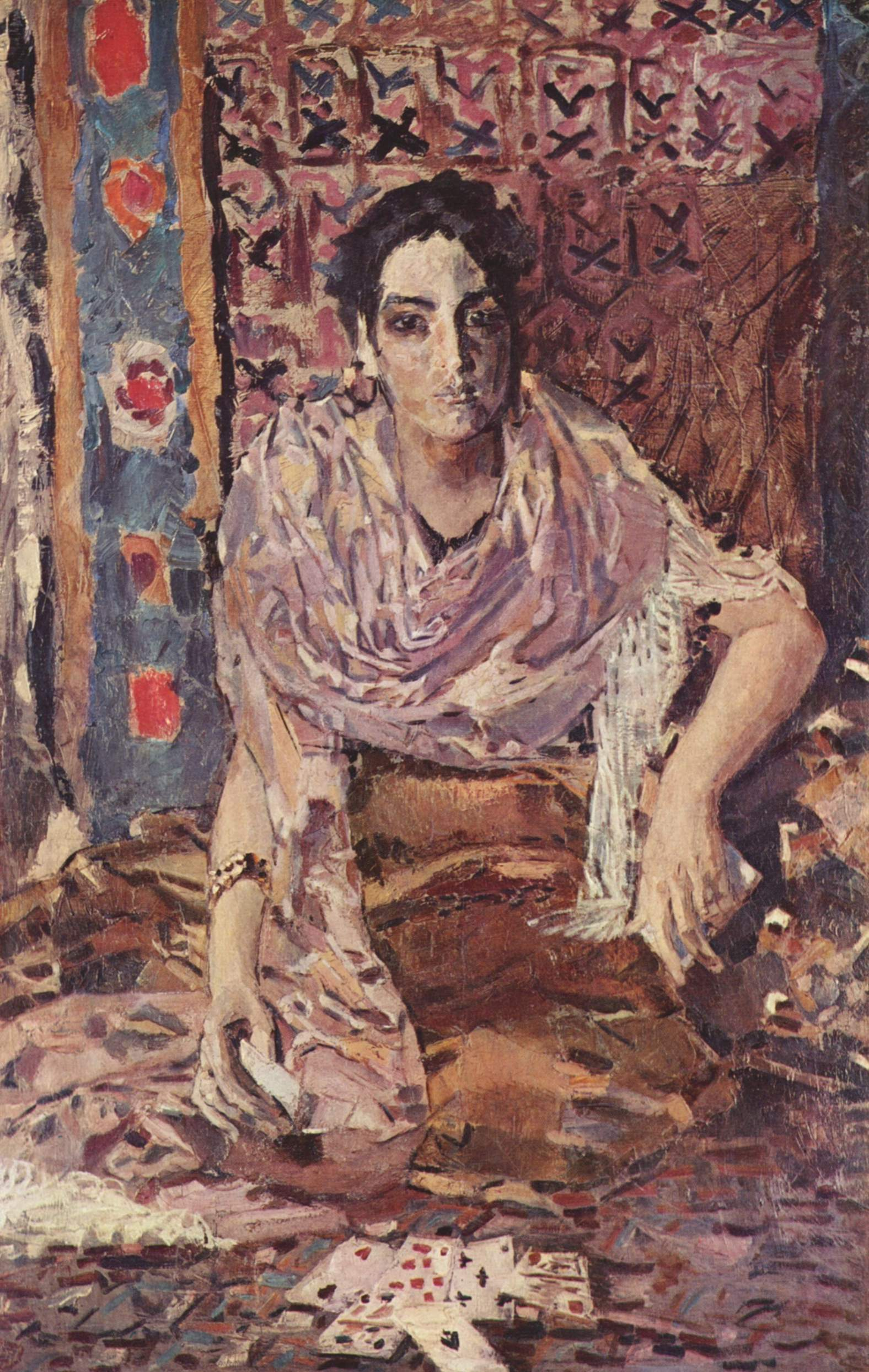
Die Kartenlegerin, Mikhail Vrubel.

Kartomantik är konsten att spå med hjälp av spelkort.
I dag finns det väldigt många kortlekar som används för att spå. Det mest kända är tarotkortleken, men många använder även vanliga spelkort för spådom. 
När man spår med kort, blandar man korten och lägger dem i olika så kallade stjärnor. En stjärna är ett upplägg med olika positioner för varje kort. Varje position har en betydelse. Sedan tolkar man varje kort för sig. Varje kort har en grundbetydelse. Kortens grundbetydelse justeras sedan av tolkaren beroende på position, frågans karaktär och de andra korten. En signifikator är ett extra kort som är menat att beskriva frågeställaren själv eller situationen som spådomen skall handla om. Oftast är signifikatorn ett kallat klätt kort.
Det mest kända sättet att lägga korten är den stora franska stjärnan. Den näst mest kända stjärnan är det keltiska korset, som består av 10 kort och en signifikator.